# آنا هاسلبوری
آنا هاسلبوری (انگلیسی: Anna Hasselborg؛ زادهٔ ۵ مهٔ ۱۹۸۹) ورزشکار کرلینگ اهل سوئد است.